# John Christie
Pour les articles homonymes, voir Christie.
John Reginald Halliday Christie (8 avril 1898–15 juillet 1953) était un tueur en série britannique, actif dans les années 1940 et 1950. Il fut arrêté, jugé et pendu pour meurtre en 1953.
Avant son arrestation, il avait été impliqué dans une autre affaire de meurtre, comme témoin principal pour la Couronne. Timothy Evans, qui était locataire dans le même immeuble que lui, fut accusé du meurtre de sa propre femme et de sa fille, et en conséquence condamné et exécuté pour le meurtre de son bébé. Certains détracteurs ont supposé que Christie avait commis les meurtres et accusé ensuite Evans. D'autres ont suggéré qu'il pouvait y avoir deux meurtriers habitant le même immeuble au même moment. Lord Brabin déclara en 1966 qu'il était « plus probable qu'improbable » qu'Evans avait tué sa femme mais qu'il n'avait pas tué sa fille Geraldine. 
Tandis que ni l'innocence, ni la culpabilité d'Evans pour ces crimes ne pouvaient être prouvées, pas plus que celle de Christie, l'affaire suscita une forte indignation, et contribua à la suspension de la peine de mort en Grande-Bretagne en 1965. Elle fut plus tard totalement abolie.

## Jeunesse
John Reginald Halliday Christie est élevé à Halifax, alors situé dans le Yorkshire occidental (West Riding). Il est maltraité par son père et dominé par sa mère et ses sœurs. À l'âge de huit ans, il est surpris en train d'ouvrir le cercueil de son grand-père, un homme qui l'avait terrorisé.
Christie obtient une bourse pour étudier au collège d'Halifax. Il se distingue particulièrement en mathématiques, en algèbre, il est doué pour les travaux minutieux. On a découvert plus tard qu'il avait un quotient intellectuel de 128.
Il chante à la chorale et devient scout, mais n'est guère apprécié par ses camarades. À la fin de sa scolarité, en 1913, il devient assistant projectionniste.
Avant d'atteindre la puberté, il associe déjà la sexualité et la mort, la domination et la violence, ce qui le rend impuissant à moins qu'il ait un contrôle total de la situation. Ses premières expériences sexuelles sont des échecs, lui collant l'étiquette de « Reggie-p'tite-bite » ou « Christie-qui-peut-pas » pendant toute son adolescence. Il est également hypocondriaque et hystérique, il exagère ou feint souvent la maladie pour attirer l'attention.
Christie s'engage comme signaleur pendant la Première Guerre mondiale, au cours de laquelle il est hospitalisé après une attaque au gaz moutarde, déclarant avoir été rendu aveugle. Il n'existe cependant aucune archive sur sa cécité présumée. Dans son livre 10 Rillington Place, le journaliste Ludovic Kennedy écrit que Christie a exagéré la portée de ses séquelles, comme il l'a fait ensuite pendant trois ans en prétendant être devenu muet.
Christie épouse Ethel Waddington, de Sheffield, âgée de 22 ans, le 10 mai 1920. L'union est bancale, Christie est impuissant avec elle et fréquente les prostituées. Les voisins et amis font des commérages et disent qu'elle peut rester auprès de lui sans aucun risque. Ils se séparent quatre ans plus tard quand Christie emménage à Londres et qu'Ethel part habiter chez des parents.

## Les premiers pas dans la délinquance
La décennie suivante, Christie fut condamné pour de nombreux délits mineurs. Parmi ceux-ci : 3 mois de prison le 12 avril 1921 pour vol de mandats-poste quand il travaillait comme postier, 9 mois à la prison d'Uxbridge en septembre 1924 pour vol, 6 mois de travaux forcés en mai 1929 pour avoir agressé une prostituée (avec laquelle il vivait à Battersea), et 3 mois d'emprisonnement en 1933 pour avoir volé la voiture d'un prêtre qui l'avait traité en ami. Christie et sa femme se réconcilièrent en 1933 après sa libération. Il n'avait cependant pas changé et continua de rechercher des prostituées pour soulager des besoins sexuels de plus en plus violents, et qui incluaient la nécrophilie.
En décembre 1938, Christie et sa femme emménagèrent dans l'appartement au rez-de-chaussée du 10 Rillington Place dans le quartier de Ladbroke Grove à Notting Hill. Au début de la Seconde Guerre mondiale, il postula pour rejoindre les forces de police et fut accepté. Il fut affecté au poste de police d'Harrow Road. Christie entama une liaison avec une femme y travaillant et dont le mari était un soldat combattant sur le front. Leur liaison dura jusqu'en décembre 1943. Le mari les surprit au lit et passa Christie à tabac.

## Les meurtres

### Les premiers meurtres
La première personne que Christie admit avoir tuée était Ruth Fuerst, qu'il a étranglée sous le coup d'une impulsion brutale pendant un rapport sexuel en août 1943.
En octobre 1944, il assassina une collègue de travail, Muriel Amelia Eady, en lui promettant de soigner sa bronchite avec un « mélange spécial », utilisant le gaz domestique qui contenait du monoxyde de carbone et provoquait l'évanouissement. Une fois que Muriel Eady fut inconsciente, Christie l'étrangla et la viola post mortem.
Christie les enterra toutes les deux dans le jardin de son immeuble.

### Les meurtres de Beryl et Geraldine Evans
Timothy Evans et sa femme Beryl, alors enceinte, emménagèrent dans l'appartement du dernier étage au 10 Rillington Place en avril 1948. Le 10 octobre, Beryl donna naissance à une fille qu'ils prénommèrent Geraldine. En novembre 1948, Beryl Evans découvrit qu'elle était de nouveau enceinte et craignait que son couple n'ait pas les moyens d'élever un autre enfant. Timothy déclara plus tard à la police que Christie leur avait promis qu'il pourrait pratiquer un avortement (qui était alors illégal en Angleterre).
Ludovic Kennedy écrit que Christie utilisa son « gaz spécial » pour immobiliser Beryl qu'il étrangla et viola post mortem. Quand Timothy Evans rentra du travail ce soir-là, Christie lui apprit que Beryl était morte au cours de l'opération et qu'il avait dû dissimuler son corps. Christie convainquit alors Evans, qui avait un QI de 70 environ, d'aller vivre dans sa famille au Pays de Galles et de lui laisser Geraldine. Evans déclara plus tard qu'il retourna dans l'appartement plusieurs fois pour demander des nouvelles de Geraldine mais Christie refusa de le laisser la voir.
Le 30 novembre 1949, Evans alla au poste de Police de Merthyr Tydfil et confessa avoir tué accidentellement Beryl en lui faisant boire le contenu d'une bouteille qu'un homme lui avait donné pour la faire avorter, et s'être débarrassé de son corps dans la fosse septique de son immeuble. Il dira aux policiers qu'il avait pris des dispositions pour faire garder sa fille Geraldine, et qu'après il était reparti au Pays de Galles.
Quand les enquêteurs examinèrent la fosse située à l'extérieur devant l'immeuble, ils ne trouvèrent rien mais découvrirent que le poids du couvercle de celle-ci avait nécessité la force de trois policiers pour être ouvert. Evans fut réinterrogé et donna une version différente. Il prétendit alors que John Christie, qui logeait dans le même immeuble, lui avait proposé de faire avorter Beryl. Evans indiqua qu'il était rentré le 7 novembre et avait trouvé Christie l'attendant pour lui dire que l'opération « n'avait pas marché » et que Beryl était morte. Il dit que Christie lui raconta qu'il s'était débarrassé du corps « dans une des fosses » et qu'il connaissait un jeune couple dans l'est d'Acton qui s'occuperait de Geraldine. Il conseilla alors à Evans de vendre ses meubles et de « partir quelque part en dehors de Londres ».
Pendant la fouille du 10 Rillington Place, le 2 décembre 1949, la Police retrouva les corps de Beryl et Geraldine dans le petit lavoir à l'arrière de l'immeuble. Elles avaient été toutes les deux étranglées. Quand on montra à Evans les vêtements pris sur les corps de sa femme et de son enfant, on lui demanda immédiatement s'il était responsable de leur mort. Il répondit d'un simple « Oui ».
Le journaliste Ludovic Kennedy a soutenu que, jusqu'à cet instant, Evans n'avait pas été prévenu de la mort de sa fille et que sa réponse, dans cette situation, pouvait à peu près tout dire. Il avoua alors avoir étranglé Beryl au cours d'une querelle d'argent le 8 novembre 1949, et avoir étranglé Geraldine deux jours après, et être ensuite parti au Pays de Galles.
Cet aveu, ainsi que d'autres déclarations que fit Evans pendant l'interrogatoire de police, sont souvent cités comme étant une preuve de sa culpabilité, bien que Kennedy révéla que son interrogatoire fut dicté par les enquêteurs et mené tard dans la nuit jusqu'au lever du jour, au détriment de la santé physique et mentale de l'accusé.
Evans revint plus tard sur ses aveux, et l'affaire fut renvoyée devant Old Bailey, le tribunal criminel de Londres. Le procès s'ouvrit le 11 janvier 1950. Christie fut un témoin clef de l'accusation et joua un rôle essentiel dans la condamnation d'Evans deux jours plus tard. Le jury n'eut besoin que de quarante minutes pour rendre son verdict. Après le rejet de son appel le 20 février, Evans fut pendu le 9 mars 1950 à la prison de Pentonville par Albert Pierrepoint.

### Les meurtres après la condamnation de Timothy Evans
À la suite de la révélation de ses antécédents judiciaires au cours du procès d'Evans, Christie fut renvoyé de l'emploi qu'il occupait à la Poste depuis quatre ans. Il sombra dans une profonde dépression et perdit environ 13 kg. Il resta sans emploi jusqu'en août 1950, date à laquelle il fut embauché comme secrétaire au British Road Transport services. Il y resta jusqu'au 6 décembre 1952, quand il démissionna soudainement. À son chef et à ses voisins, Christie prétendit qu'il avait trouvé un emploi avec de meilleures perspectives à Sheffield et qu'il allait quitter Londres avec sa femme au début de la nouvelle année. Quand son épouse disparut, il prétendit qu'elle avait déjà déménagé et qu'il allait bientôt la rejoindre.
En fait, Christie avait assassiné cette dernière dans son lit au cours de la matinée du 14 décembre 1952. Elle fut aperçue en vie pour la dernière fois deux jours auparavant. Le jour suivant le meurtre, il falsifia la date d'une lettre qu'elle avait écrite en la datant du 15 au lieu du 10, expliquant qu'elle n'avait pas d'enveloppe et qu'il l'avait postée de son travail. Le 16 décembre, il apporta l'alliance de son épouse chez un bijoutier et la lui vendit. Une semaine plus tard, il vendit sa montre. Il continua à écrire de fausses lettres à sa belle-sœur à Sheffield jusqu'au début de janvier, prétextant qu'un rhumatisme empêchait sa femme d'écrire.
Le 8 janvier 1953, Christie vendit l'essentiel de ses meubles. Il garda trois chaises, une table de cuisine et un matelas pour dormir. Le 2 février, il imita la signature de sa femme pour vider son compte en banque. Après le début de février, il ne prit même plus la peine de répondre aux lettres de sa belle-famille qui s'inquiétait de l'absence d'Ethel.
Entre le 19 janvier et le 6 mars 1953, Christie assassina trois autres femmes qu'il avait invitées au 10 Rillington Place : Kathleen Maloney de Southampton, Rita Nelson, et Hectorina MacLennan.

## L'arrestation
Christie déménagea du 10 Rillington Place le 20 mars 1953. Il escroqua un couple en le laissant s'installer dans l'appartement, sans l'accord du propriétaire, tout en leur réclamant 7£. Ce couple fut contraint de déménager dans un délai de 24 heures. Le jour où Christie quitta le Rillington Place, il loua une chambre sous son vrai nom au Rowton Houses de King's Cross. Il avait retenu sept nuits mais n'y resta que quatre, partant le 24 mars 1953.
Quelques jours plus tard, Beresford Brown, le nouveau locataire de l'appartement de John Christie au 10 Rillington Place, trouva les corps de Kathleen Maloney, Rita Nelson et Hectorina Maclennan, cachés dans un placard, dissimulé derrière le papier peint du cellier de la cuisine. L'autopsie révéla plus tard des traces de monoxyde de carbone dans les corps. M. Brown appela la police qui déclencha une chasse à l'homme dans tout le pays le 25 mars. Trois jours plus tard, Christie téléphona à News of the World pour organiser une rencontre avec un journaliste, proposant un entretien exclusif et promettant en échange de se rendre aux policiers. La rencontre n'eut jamais lieu. Christie fut effrayé par l'arrivée de deux enquêteurs alors qu'il attendait le journaliste.
Après son départ du Rowton Houses, Christie erra partout dans Londres, dormant la nuit sur les bancs des jardins publics. La traque s'arrêta le 31 mars au matin, quand il fut arrêté sur le quai près du Putney Bridge au cours d'un contrôle d'identité. Quand le policier le questionna sur ses nom et adresse, il répondit « John Waddington, 35 Westbourne Grove ». Il lui ordonna alors de retirer son chapeau, le reconnut et lui demanda « Vous êtes Christie, n'est-ce pas ? », ce que Christie confirma. Quand il fut arrêté, il avait avec lui sa carte d'identité, son carnet de rationnement, sa carte de syndicaliste, un insigne d'ambulance et une coupure d'un vieux journal sur la mise en détention de Timothy Evans.

## Le procès et l'exécution
Le 1er avril, il fut accusé du meurtre de sa femme, et le 15 avril de ceux de trois prostituées. Pendant sa détention, Christie avoua avoir tué toutes les femmes dont les corps furent découverts dans son cellier, ainsi que le meurtre de Beryl Evans. Il ne reconnut jamais avoir tué Geraldine Evans.
Le procès débuta le 22 juin 1953, à Old Bailey dans le même tribunal qu'Evans. Il était jugé uniquement pour le meurtre de sa femme. Christie plaida la folie et déclara se souvenir assez peu des événements. Sa demande d'irresponsabilité du fait de sa prétendue folie fut rejetée et le jury n'eut besoin que de 22 minutes pour le déclarer coupable du meurtre de son épouse, le 25 juin.
Il fut entendu après le procès par John Scott Henderson QC, le Recorder de Portsmouth, qui avait été chargé de l'enquête par David Maxwell Fyfe, alors ministre de l'Intérieur. Le 29 juin, Christie annonça qu'il ne ferait pas appel. Le 13 juin, David Maxwell Fyfe déclara qu'il ne lui accorderait aucun sursis car aucune expertise médicale ou psychologique ne le lui permettait. Plusieurs parlementaires essayèrent néanmoins de reporter l'exécution pour que Christie s'explique sur ses premiers meurtres, mais Maxwell Fyfe s'y opposa. Dans ses derniers jours précédant son exécution, Christie lui-même, refusa de rencontrer les parlementaires dans sa cellule.
À 9 h, le 15 juillet 1953, il fut pendu par Albert Pierrepoint, le même bourreau que pour Evans, à la prison de Pentonville, sur le même échafaud.

## La controverse
Bien que Christie n'ait jamais avoué le meurtre de Geraldine Evans, l'opinion publique l'a largement considéré comme étant le coupable, jetant le doute quant à la justesse du procès et de l'exécution de Timothy Evans.
Jusqu'à aujourd'hui, il n'existe aucune preuve incontestable quant à la culpabilité ou non d'Evans ou de Christie pour le meurtre de Geraldine Evans, bien que l'enquête menée par Lord Daniel Brabin entre 1965 et 1966 ait conclu qu'Evans avait probablement tué sa femme mais pas sa fille. Timothy Evans fut gracié à titre posthume en 1966.

## John Christie dans la culture populaire
- En 1970, Richard Fleischer a réalisé le film L'Étrangleur de la place Rillington, basé sur le livre de Ludovic Kennedy, avec Richard Attenborough dans le rôle de Christie et John Hurt dans celui d'Evans. Plusieurs séquences ont été tournées au sein même de la place Rillington (renommée Ruston Close après l'exécution de Christie), utilisant un éclairage au gaz similaire à celui de l'époque, peu de temps avant le réaménagement du quartier. Dans le film, John Christie est présenté comme l'auteur des meurtres de Beryl Evans et sa fille Géraldine. Timothy Evans est ensuite informé par Christie de la mort de sa femme, après la supposée tentative d'avortement, et il aide Christie à déplacer le cadavre.
- En 2016, Leanne Rowe réalise la mini-série Rillington Place (3 épisodes) sur le fait divers.
- Le personnage principal du roman Thirteen Steps Down, écrit par Ruth Rendell en 2004, est obsédé par Christie au point de l'appeler Reggie dans sa tête.
- Une reconstitution de l'exécution de Christie à Pentonville est visible dans la Chambre des Horreurs du musée Madame Tussauds à Londres.

## Source
- (en) Cet article est partiellement ou en totalité issu de l’article de Wikipédia en anglais intitulé « John Reginald Halliday Christie » (voir la liste des auteurs).